# Bướm cam bạc viền hẹp
Bướm cam bạc viền hẹp (Curetis saronis) là một loài bướm ngày thuộc họ Lycaenidae. Nó được tìm thấy ở châu Á.

## Phân bố
Đông Ấn Độ. Assam. Sylhet đến Myanmar, Thái Lan, Đông Dương. Sumatra, Singapore. Pulau Rumbia.

## Hình ảnh

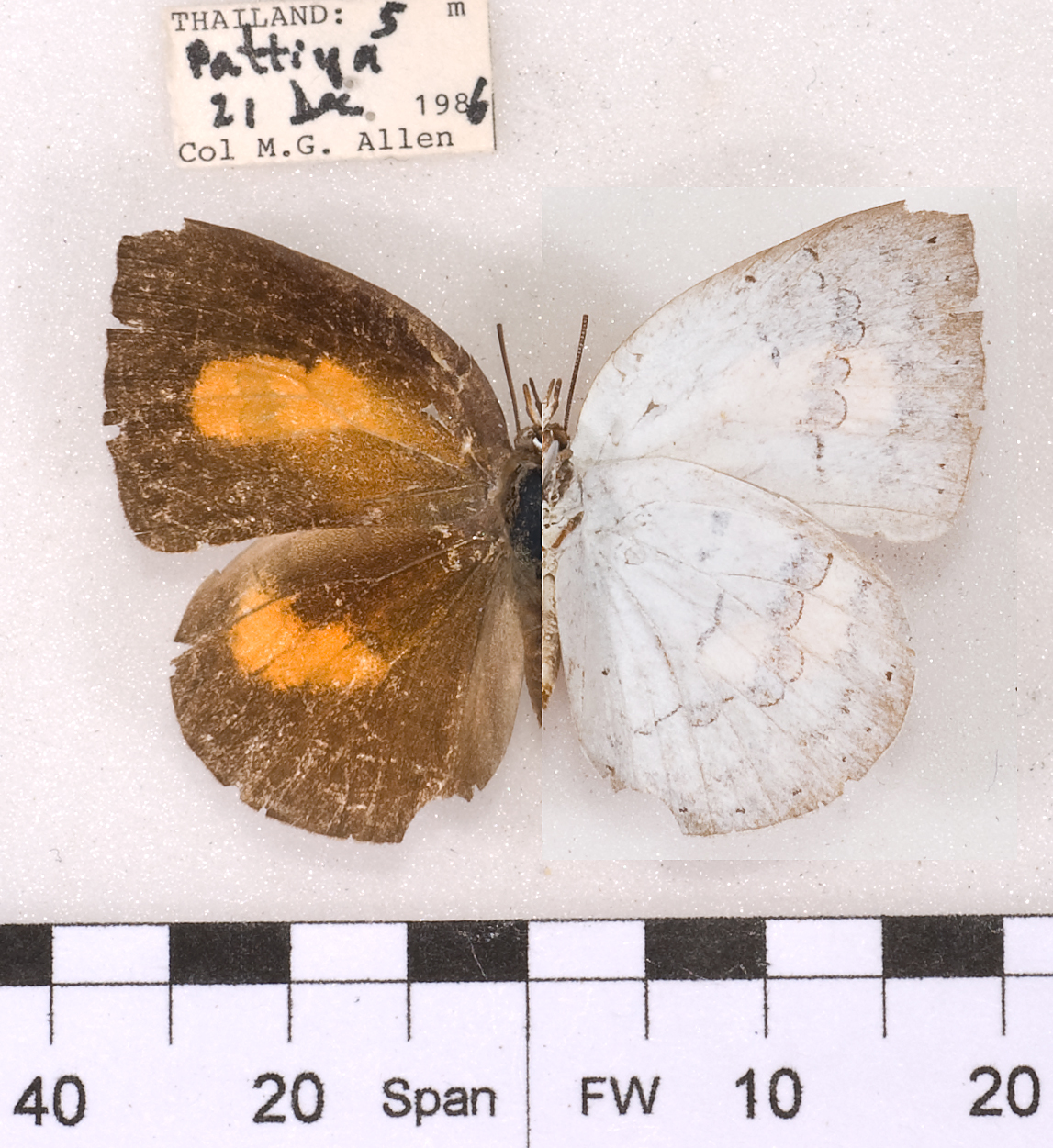